# Свой сред чужди, чужд сред свои
„Свой сред чужди, чужд сред свои“ (на руски: Свой среди чужих, чужой среди своих) е игрален филм на режисьора Никита Михалков от 1974 г.
Създаден е по повестта на Едуард Володарски и Никита Михалков „Червено злато“. За Михалков това е първи пълнометражен филм в качеството му на режисьор.

## Сюжет
Внимание:  Текстът по-долу разкрива сюжета на произведението (или части от него)!
Русия е към края на гражданска война. Бялата гвардия е почти разбита, но в страната цари хаос. Върлуват банди от деморализирани белогвардейци. Хиляди хора гладуват. Лигата на нациите отказва да предостави жито, освен ако за него не бъде платено в благороден метал. По заповед на Феликс Дзержински, управата на неголям губернски град трябва да изпрати в Москва злато на стойност 526 000 рубли, което Съветската власт е конфискувала от буржоата. Взема се решение, то да бъде доставено с брониран вагон, прикрепен към влака за Москва. За ръководител на операцията е определен Егор Шилов. Срещу избора има и възражения - чекистът е брат на убития казашки стотник Фьодор Шилов. Малко преди акцията, в квартирата на Егор е открит обезобразен труп. Всички смятат, че това е самият Шилов. Белогвардейците явно разполагат със свой човек в ЧК. Председателят на губком (губернски комитет) решава златото да бъде изпратено не с броневагон, а тайно и с минимална охрана. Хитростта не сполучва, защото противникът отново е осведомен. Охраната е избита а златото изчезва. Три дни по-късно е открит Шилов. Той твърди, че няма спомен къде е бил и какво е правил. Дори най-близките му другари не му вярват. Убедени са, че той е информаторът на белогвардейците и виновник за обира. Наказанието за предателство е смърт. Егор Шилов бяга, но не за да спаси живота си, а за да открие истината.
Влакът с който се опитват да се измъкнат похитителите на златото е нападнат от шайката на бившия царски офицер Брилов. В суматохата златото изчезва. От белогвардейците оцелява само поручик Лемке. Той се присламчва към бандитите с надежда да научи къде е съкровището. Скоро в разбойническото свърталище пристига и Егор Шилов. Брилов, Лемке и чекистът търсят едно и също нещо. Мотивите на Шилов обаче са коренно различни от тези на бандитите.

## Актьори и персонажи
- Юрий Богатирьов – Егор Шилов, чекист
- Александър Кайдановски – ротмистър Лемке, белогвардеец
- Никита Михалков - есаул Брилов, главатар на разбоническа шайка
- Анатолий Солоницин – Василий Саръйчев, председател на губком
- Александър Пороховщиков – Николай Кунгуров, председател на ЧК
- Сергей Шакуров – Забелин, начфин (началник на финасите), красноармеец
- Александър Калягин – железничарят Ванюкин, ятак на белогвардейците
- Константин Райкин – татаринът Каюм, член на бандата на есаула
- Николай Пастухов – Липягин, чекист
- Николай Засухин – Никодим, работник

## Екип
- Сценарий – Едуард Володарский, Никита Михалков
- Режисьор – Никита Михалков
- Оператор – Павел Лебешев
- Композитор – Едуард Артемиев
- Звукорежисьор – Р. Собинов
- Художник-постановчици – Ирина Шретер, Александър Адабашан
- Художник на костюмите – Алина Будникова
- Монтаж – Людмила Елян
- Продуцент – В. Комаровский
- Автор на текста на песента „Песня о корабле“ – Наталия Кончаловская
- Изпълнител на песента – Александър Градский